# Wikipédia
A Wikipédia többnyelvű, nyílt tartalmú, a nyílt közösség által fejlesztett online világenciklopédia, amelyet a floridai központú nonprofit Wikimédia Alapítvány üzemeltet, szerkesztését pedig önkéntes közösség végzi. Az Alexa rangsorolása szerint a világ 13. leglátogatottabb weboldala.
A Wikipédia magában foglalja a különböző nyelvi változatait is, köztük a magyar Wikipédiát. Az angol változat 2020 januárjában elérte a 6 milliós szócikkszámot; ez a világ legnagyobb enciklopédikus műve. A 333 különböző nyelvű változatban összesen (az angollal együtt) több mint 61 millió szócikk olvasható és szerkeszthető, és több mint 108 millió felhasználó szerkeszti őket világszerte. Az egyedi látogatók száma meghaladja az 1,7 milliárdot havonta. Az internet tíz népszerű szolgáltatása közül az Index-olvasók a Wikipédiát 2010-ben a harmadik leginkább pótolhatatlannak választották (a Google-t és a YouTube-ot követően).
A Wikipédia név a wiki és az enciklopédia szavakból ered. Bár gyakori, hogy a Wikipédiára „Wiki”-ként hivatkoznak (lévén ez a legnagyobb wiki rendszer), azonban ez az elnevezés helytelen, mert több tízezer független, „wiki-rendszerű” oldal üzemel az interneten, melyek jelentős része nem enciklopédia.

## Jellemzők

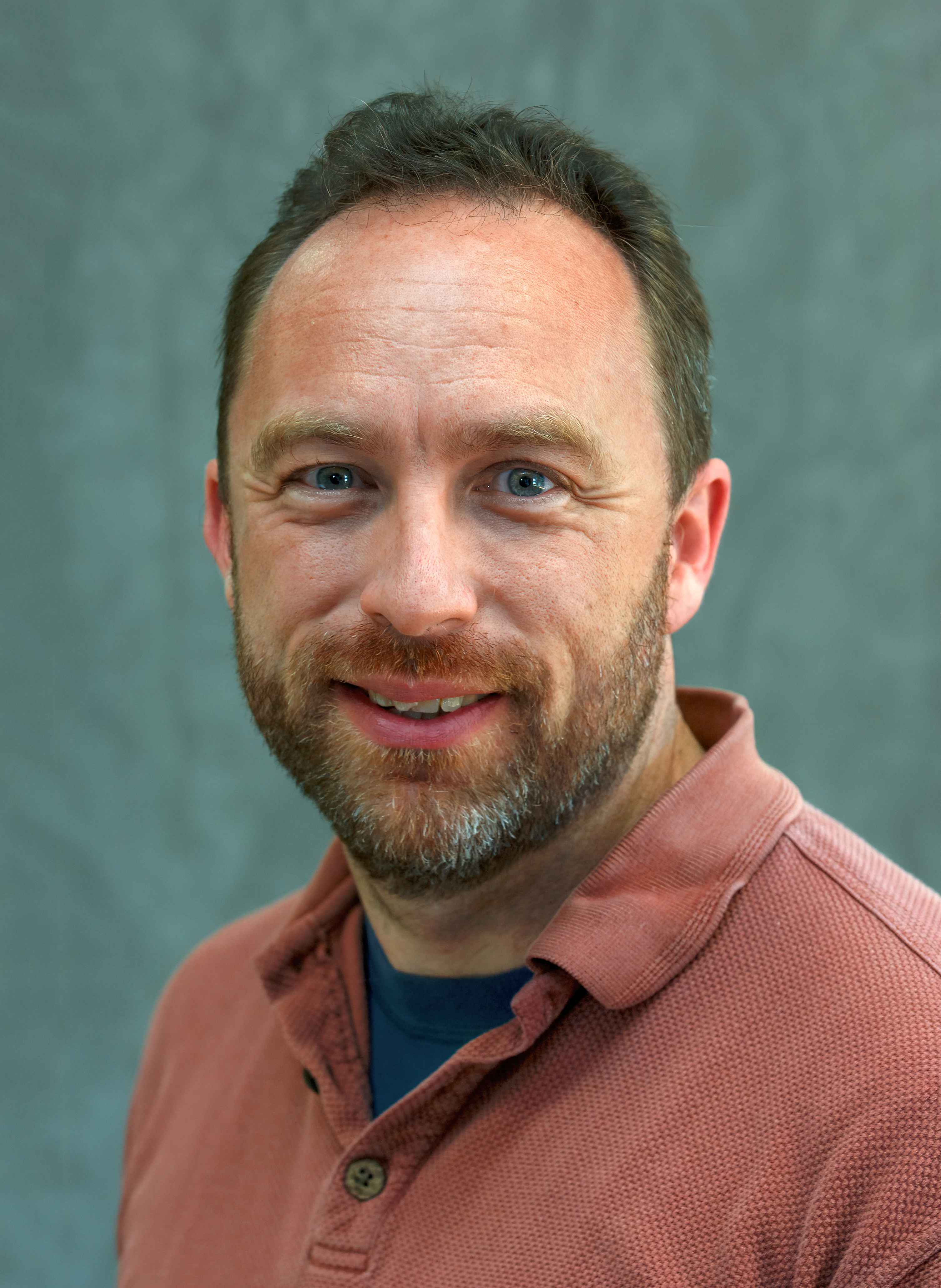
Jimmy Wales, a Wikipédia egyik alapítója

A Wikipédia projekt három alapvonása:
1. A Wikipédia elsődlegesen enciklopédia, vagy célja azzá válni (kalendárium és napi hírek adatokkal bővítve);
2. a Wikipédia egy wiki, és (néhány kivételtől eltekintve) bárki által szerkeszthető;
3. a Wikipédia nyílt tartalmú, és a Creative Commons Nevezd meg! Így add tovább! 4.0 szabályai vonatkoznak rá.

A Wikipédiát a Nupediához (a Wikipédia elődjéhez) hasonlóan támogatja Richard Stallman, a szabadszoftver-mozgalom és a Free Software Foundation (Szabad Szoftver Alapítvány, FSF) alapítója; Stallman többször említette a „szabad, univerzális enciklopédia” hasznosságát még a Nupedia és a Wikipédia alapítása előtt.
A Wikipédia széles körű nyitottságának van néhány hátránya. Például azon cikkek esetén, melyek a legtöbb résztvevő számára ismeretlenek, a pontosság és a pártatlanság sokszor megkérdőjelezhető. A résztvevők egy része ezzel vitába szállva úgy gondolja, hogy idővel ezek a hibák csökkennek, és az egyes cikkek minősége javulni fog.
Egy másik hátrány az, hogy sok szerkesztést olyan emberek végeznek, akiknek nem céljuk az, hogy hasznosan vegyenek részt a munkában, hanem mindenféle értelmetlenséget („fghfhgf”) vagy elfogadhatatlan tartalmat („hüje aki ólvasa”) adnak a cikkekhez. Ezt a Wikipédia „vandalizmusnak” nevezi. A projekt nyílt természete ezt ugyan lehetővé teszi, de egyben ellene is dolgozik. Minden résztvevőnek megvan a lehetősége az ilyen firkák eltüntetésére, a megelőző állapot visszaállítására. Ha ez egy lapnál túl sokszor, túl gyakran fordul elő, akkor ez a lap „levédhető”, ilyenkor csak adminisztrátorok vagy járőrök tudják a tartalmát módosítani.

## Vezérelvek

A Wikipédia egyik alapelve a pártatlanság

A Wikipédia résztvevői általában elfogadnak és tiszteletben tartanak néhány alapvető szabályt, amelyek lehetővé teszik a projekt zökkenőmentes és termékeny működését. Néhány közülük:
1. A résztvevők sokféle vallási és politikai meggyőződésére és eltérő kulturális hátterére való tekintettel a Wikipédia célja az, hogy a szócikkek tartalma minél elfogulatlanabb legyen. Nem az a cél – ahogy azt sokan hiszik –, hogy a szócikkek egyetlen „objektív” nézőpontból legyenek megközelítve, hanem az, hogy tiszteletben tartsuk és bemutassuk az összes főbb létező véleményt. A semleges nézőpont szócikk ezt részletezi.
2. Létezik néhány alapszabály a szócikkek elnevezéséről, lásd az elnevezési szokásokat.
3. A szerkesztők vitalapokon beszélhetik meg esetleges nézeteltéréseiket, hogy egy bizonyos szócikket hogyan is kellene átszerkeszteni. Szerkesztési háborúkat a szócikkek közvetlen szövegében nem folytatnak. Lásd a vitalapokról és a szerkesztési irányelvekről szóló cikkeket. Amennyiben több szócikkel kapcsolatban átfogó nézetkülönbségek merülnének fel, azokat a Kocsmafal megfelelő szekciójában lehet bejelenteni.
4. Bizonyos típusú szócikkek nem illenek a szó szoros értelmében egy enciklopédiába, ezért a Wikipédia-szócikkek nem szótári szemelvények és nem fórumok: mire nem való a Wikipédia.
5. A Wikipédia-közösség maga is sok szabály ötletével hozakodott elő, hol kisebb, hol nagyobb támogatottsággal. A legnagyobb népszerűségnek örvendő szabály: „Ha a szabályok miatt kényelmetlenül érzed magad és elveszik a kedved a Wikipédiában való részvételtől, akkor ne foglalkozz velük, és folytasd úgy, ahogy megszoktad.” Ezek után kész csoda, hogy (főleg az angol) Wikipédia ilyen fegyelmezetten és pozitív hangulatban bővül.

## Szerkesztőség
A Wikipédiát világszerte több ezer önkéntes írja, akik rábukkantak a hálón, és látván, mi folyik itt, s milyen könnyű cikket készíteni, úgy döntöttek, tudásuk egy részét mindenkinek elérhetővé teszik. E résztvevők a wikipédisták. A kezdetek óta jelentősen megnőtt a résztvevők száma, köztük a jól képzett közreműködőké is.
A szó igazi értelmében vett főszerkesztő nincs. A Wikipédia két alapítója, Jimmy Wales (egy kis internetes cég, a Bomis Inc. vezetője) és Larry Sanger azonban előszeretettel tartották magukat olyan közreműködőknek, akik felügyelnek arra, hogy a vállalkozás ne térjen le az eredeti útról.
A Wikipédia létének első tizenhárom hónapjában Sanger fizetett alkalmazottként dolgozott. Feladata a Wikipédia (és a Nupedia) felügyelete volt; ő döntött azokban a kérdésekben, amelyekben a közösség nem tudott megegyezni. Később nem jutott pénz a fizetésére, emiatt 2002 februárjában távozott.
Larry korábbi feladatainak egy részét Jimmy és a wikipédisták egész közössége vette át. Más korábbi és jelenlegi Bomis-alkalmazottak is dolgoztak az enciklopédián, köztük Tim Shell, a Bomis egyik társalapítója, valamint Jason Richey és Toan Vo programozók.

## Története

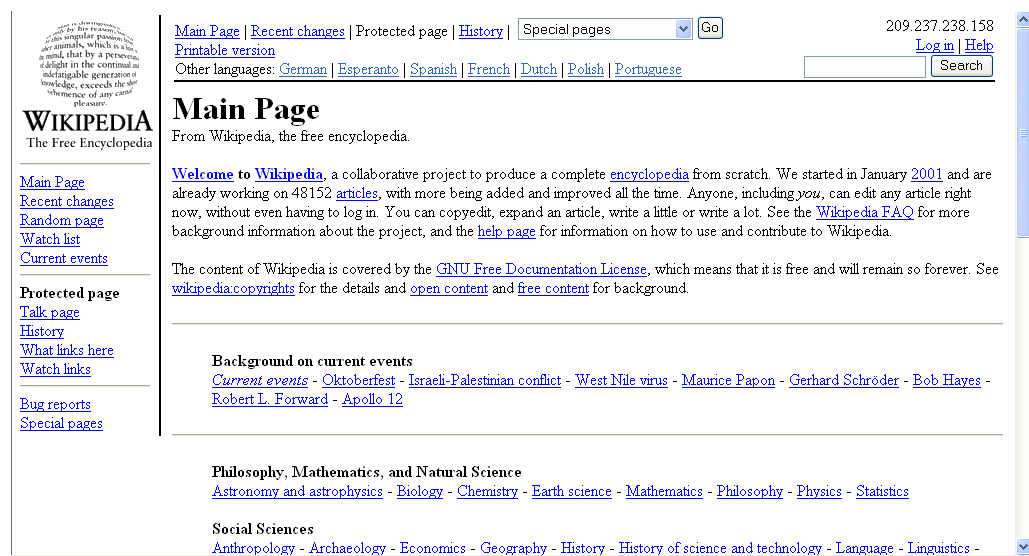
A 2002. szeptember 28-i kezdőlap

### A Wikipédia elődei
Annak álma, hogy összegyűjtsük a világ minden tudását egy fedél alatt, az ősidőkből fakad, és visszavezethető az antik Pergamonig és az alexandriai könyvtárig.
A korai arab muszlim tudásgyűjtemények már a középkorban tartalmaztak számtalan összefoglaló, átfogó művet és csíráit annak, amit ma tudományos módszerként, történelmi módszerként és idézetekként tartunk számon. A legfontosabbak közé sorolhatjuk Fakhr al-Din ar-Rází (1149–1209) tudományos enciklopédiáját, al-Kindí (801–873) figyelemre méltó, 270 kötet terjedelmű irodalmi munkásságát és Ibn Szina (lat. Avicenna, 980–1037) gyógytudományi enciklopédiáját, mely évszázadokon keresztül a legmegbízhatóbb forrása volt az orvoslásnak. Szintén figyelemre méltó al-Tabari (839–923), al-Maszúdí (896–956), Ibn al-Aszír (1160–1233) és Ibn Khaldún (1332–1406) műve, a Mukadimma, mely máig érvényes intelmeket tartalmaz az írott forrásokba vetett bizalommal kapcsolatban. Az isznadiszlám szokása, mely az okiratok igazsághoz való hűségét, a források beható elemzését és a szkeptikus kutatást hangsúlyozza, mérhetetlen hatást gyakorolt a kutatás és szerkesztés módszereinek fejlődésére.
Ám ezek a művek mindig is csak a beavatottak számára voltak elérhetők: megfizethetetlenek voltak, és inkább elméleti, mintsem gyakorlati célokra íródtak (a gyógyítás tudományának kivételével). A széles körben terjesztett enciklopédia gondolata csak a 18. században fogalmazódott meg, Denis Diderot (1713–1784) munkássága nyomán (l. Encyclopédie). Európa nagy egyetemi könyvtárai tanúskodnak az elmúlt ezer év monumentális enciklopédikus vállalkozásairól. A leggyakrabban használt enciklopédia az angol világban az Encyclopædia Britannica, spanyol nyelvterületeken az Enciclopedia Universal Illustrada, Németországban a Meyer's Konversationslexikon és a Brockhaus, míg Magyarországon a Révai nagy lexikona.
Legelőször H. G. Wells (1866–1946) foglalkozott a nyomtatott enciklopédiák automatikus gépekkel való helyettesítésének ötletével az 1937-es World Brain című novellájában. Vannevar Bush 1945-ös jövőképe, az As We May Think, egy mikrofilm alapú mesterséges emlékezetet, a Memexet ábrázolta. A világ teljes tudásanyagát átfogó elektronikus enciklopédiára Asimov írásaiban is találunk példát: egy 1955-ös novellájában említést tesz egy Multivac nevű szuperszámítógépről, majd novellák sorát szentelte ennek a témának. Az Alapítvány-sorozat köteteiben pedig egy tudós társaság, az Enciklopedisták és a velük együttműködő alapítványbeliek történetét írja meg.
Ted Nelson 1960-as Project Xanaduja is fontos mérföldkő az elektronikus enciklopédiák felé vezető úton.
Az internet fejlődésével sokan kedvet kaptak ahhoz, hogy megpróbáljanak létrehozni egy online enciklopédiát.

### A Wikipédia létrejötte

A Wikipédia 2021-ben ünnepelte 20. évfordulóját

2000 márciusában Jimmy Wales pénzügyi kereskedő megalkotta a Nupediát, egy ingyenes online enciklopédiát. Szakértőként közreműködött a filozófiából frissen PhD-zett Larry Sanger, aki a főszerkesztő volt. Egy évvel később a Nupedia még mindig csupán 13 cikket kínált.  Így 2001 januárjában a Nupedia fellendítésére Wales és Sanger elindította a Wikipediát.  Abban bíztak, hogy a Wikipedia, ahol bárki elindíthat vagy módosíthat bejegyzéseket, gyorsan új cikkeket eredményezhet, amiket később szakértők véglegesítenek a Nupedia számára. Amikor látták, hogy milyen lelkesen fogadták az emberek a mindenki által szabadon fordítható enciklopédia ötletét (első évük végére több mint 20 000 cikkük volt, több mint 18 nyelven), Wales és Sanger gyorsan fő projektjükké tették a Wikipediát.
Az angol Wikipédia 2001. január 15. óta folyamatosan működik.
Érdekesség, hogy a Galaxis útikalauz stopposoknak c. regényben már az 1970-es évek végén megjelent a wiki alapötlete, a szócikkek szabad szerkeszthetősége: a Galaxisról szóló útikönyvet ugyanis számtalan utazó írhatja és módosíthatja. (A Föld bolygóról például az alábbi szócikk olvasható benne: „Jobbára ártalmatlan.”)
A magyar változat 2001. szeptember 5-én indult és 2003. július 8-án született újjá. (Lásd: magyar Wikipédia.)

## Szoftver és hardver
A Wikipédia technikai fejlődésének és szerverhálózatának fejlődése jól tükrözi a projekt növekedését és az egyre növekvő igényeket. A következő összefoglaló bemutatja a Wikipédia történetében fontos technológiai mérföldköveket:

### A Wikipédia szoftverének fejlődése
1. UseModWiki (Phase I):
  - A Wikipédia indulásakor Clifford Adams által fejlesztett UseModWiki szoftveren futott.
  - Ez a platform egyszerű funkciókkal rendelkezett, és a projekt korai szakaszában elegendő volt.
2. Magnus Manske szoftvere (Phase II):
  - 2002 januárjában a Wikipédia áttért egy PHP-alapú szoftverre, amely MySQL adatbázist használt.
  - Magnus Manske fejlesztette kifejezetten a Wikipédia számára, jelentős előrelépést hozva a funkcionalitásban.
  - A növekvő terhelés azonban hamarosan problémákat okozott, lelassítva a rendszer működését.
3. Lee Daniel Crocker fejlesztése (Phase III):
  - 2002 júliusában Lee Daniel Crocker teljesen újraírt egy új, hatékonyabb szoftvert.
  - Az új rendszer javította a teljesítményt, és alapot adott a későbbi fejlesztésekhez.
4. Brion Vibber munkássága:
  - A hibák kijavításában és az adatbázis optimalizálásában Vibber vezető szerepet vállalt.

### Szerverek és infrastruktúra
1. Kezdeti szerverek:
  - A rendszer San Diegóban futott saját szervereken, amelyek a Wikipédia és kapcsolódó szolgáltatásainak működését biztosították.
  - 2003-ban a fő szerver dual Athlon 1700+ CPU-t, 2 GB RAM-ot és Red Hat Linux operációs rendszert használt.
2. Növekvő igények és bővítések:
  - 2004 végére már 29 szerver működött, melyek különféle konfigurációkat alkalmaztak.
  - A fő szerverek dual AMD Opteron processzorokat, több GB memóriát és nagy kapacitású háttértárakat használtak.
3. 2005:
  - A szerverek száma meghaladta a százat, és a rendszer már négy különböző helyszínen működött.
  - Floridában egy központi szerverpark üzemelt, amely különálló adatbázis-szervert, 21 webservert és 7 Squid alszervert tartalmazott.
4. 2008:
  - A szerverek száma 324-re emelkedett, melyek különböző feladatokat láttak el:
    - 107 szerver külső folyamatokat kezelt.
    - 193 belső folyamatokat futtatott.
    - 24 szerver egyéb feladatokat, például mail- és IRC-szolgáltatásokat biztosított.

### Jelentőség

A számítógépes rendszer felépítésének vázlata (2008. november)

Ez a fejlődési ív jól mutatja, hogyan alkalmazkodott a Wikipédia infrastruktúrája a növekvő felhasználói igényekhez és a bővülő funkciókhoz. A modern technológia bevezetése lehetővé tette a Wikipédia globális elérhetőségét és megbízhatóságát.

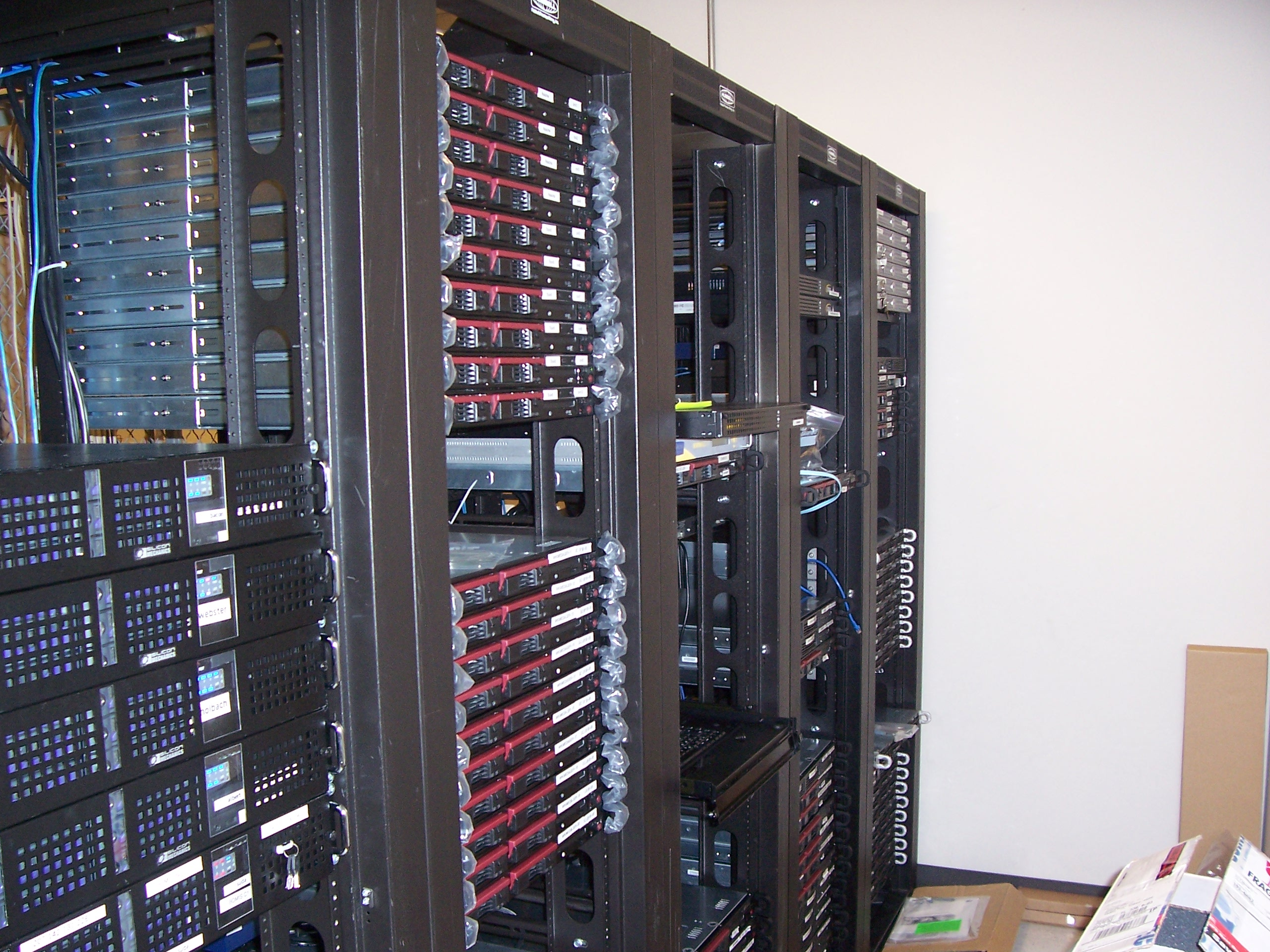
A Wikipédia szerverei Floridában (2005). A Wikipédia – oldallekérést kap másodpercenként (napszaktól függően).

## Statisztikák: a szócikkek száma és a Wikipédia „mélysége”

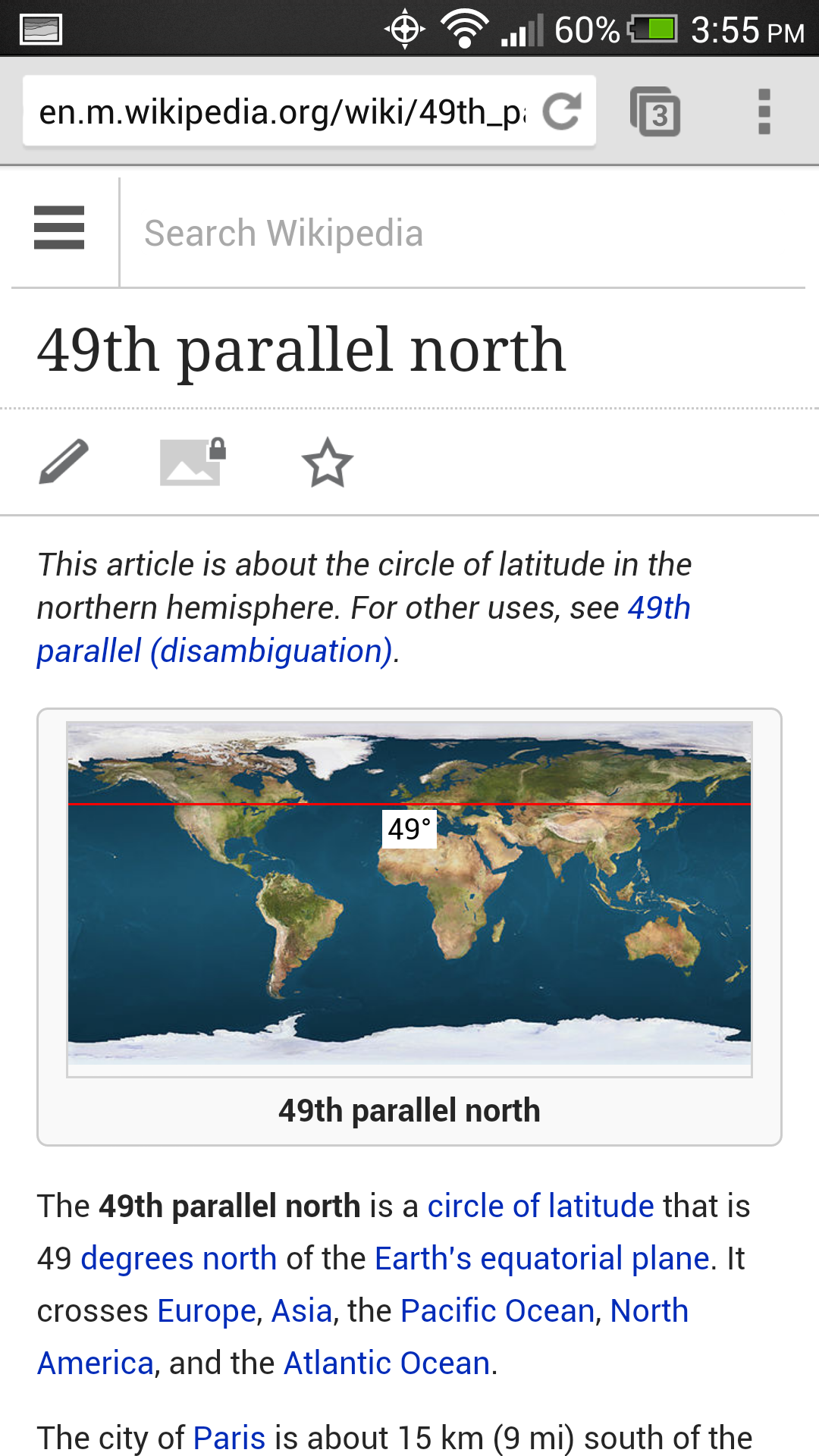
Mobiltelefonon is lehet
böngészni a Wikipédiát

Statisztikai céllal elsősorban a szócikkek száma szerint szokták összevetni a wikipédiákat (e téren a magyar Wikipédia 2022-ben a 26. helyen állt mintegy 504 000 szócikkel). Ez azonban némileg megtévesztő, mert egyes Wikipédiákban olyan terjedelmet (például automatikusan generált településsablonokat) is elfogadnak teljes értékű szócikknek, amely másutt csonknak vagy akár szubcsonknak minősülne.
Ezért vezették be az ún. „mélység” fogalmát, amely a szócikkek számán túlmenően az egyes wikipédiák aktivitásáról is valamiféle hozzávetőleges képet ad. Kiszámítási módja: (szerkesztések/cikkek) × (nemcikkek/cikkek) × (1 − csonkarány) – vagyis azt jelzi, hány szerkesztés jut az egyes cikkekre átlagosan (a cikknévtéren kívüli szerkesztéseket is beleértve), hány „nemcikk” jut egy cikkre, és a cikkek mekkora hányada tesz ki többet egy csonknál. Abban a szélsőséges esetben, ha annyi szerkesztés történt, ahány szócikk van, a cikkeken kívül ugyanannyi egyéb tartalom van az adott Wikipédiában (átirányítások, vitalapok, közösségi lapok, sablonok, képleírások, segítséglapok stb.), továbbá egyetlen csonknak minősített cikk sincsen, akkor a szerkesztések és a cikkek hányadosa 1, a nemcikkek és a cikkek hányadosa 1, a csonkarány 1-gyel való különbsége szintén annyi, így a szorzat is 1 lesz. Ha viszont például egy cikkre átlagosan 20 szerkesztés jut, kétszer annyi nemcikk van, mint ahány cikk, ugyanakkor a cikkek egyötöde csonk, az 20 × 2 × 0,8 = 32-t ad eredményül.
A 10 000 fölötti szócikkszámú wikipédiákat összevetve, 2021. január 14-i adatok alapján az angolnál a legmagasabb ez az érték, 1042. A második helyen a szerbhorvát Wikipédia áll 750-es értékkel, a harmadik pedig a vietnámi Wikipédia 678-as értékkel. Érdekességképpen, a német Wikipédia esetében ez az érték 93, a franciánál 239, a magyaré pedig 59. A sort a több mint egymillió szócikket számláló egyiptomi arab nyelvű Wikipédia zárja, 0,1-es értékkel.

## Kritizált vonatkozások

### Pontosság és minőség
Az angol nyelvű Wikipédiát gyakran támadja és kifigurázza a média állítólagosan pontatlan tartalmáért. A Seigenthaler-életrajzzal kapcsolatos incidens volt az első nagyobb botrány.
2005 decemberében a Nature folyóirat egy összehasonlító vizsgálatot vezetett le, összevetve a Wikipédiáról és az Encyclopedia Britannicából származó minták pontosságát. A minta 42 tudományos témájú cikket tartalmazott, beleértve jól ismert tudósok életrajzát is. A cikkek pontosságát olyan akadémiai bírálók hasonlították össze, akik névtelenek maradtak – ez bevett gyakorlat a folyóiratcikkek felülvizsgálatánál. Vizsgálatuk alapján egy átlagos Wikipédia-szócikk 4 hibát vagy mulasztást tartalmazott; egy átlagos Britannica-szócikk pedig 3-at. A tanulmány arra a következtetésre jutott: „a Wikipédia a tudományos bejegyzések terén megközelíti a Britannica pontosságát”.
Az Encyclopedia Britannica  tagadta a Nature vizsgálatának érvényességét, és kijelentette, hogy „teljességgel elhibázott” volt, a Britannica-kivonatok olyan összeállítások voltak, amik néha fiataloknak szóló cikkeket is tartalmaztak.

### Szexizmus
A Wikipédia szerkesztőinek csak 6-15%-a nő, emiatt szexista elfogultsággal vádolták.
Valójában, a Wikimédia Alapítvány által 2011-ben kiadott Ötéves Stratégiai Terv szerint az emberek, akik a Wikimédia-projekteknek írnak, túlnyomórészt férfiak, fiatalok és a globalizált északi országokból származnak; ötből négy szerkesztő férfi; felük 22 év alatti és ötből négy szerkesztés a Global North országaiból érkezik.
Joseph Reagle tanulmánya, a „»Free as in sexist?« Free culture and the gender gap” vizsgálja, hogy a Wikipédia szerkesztőinek férfias közege – egy jó részük tizenéves vagy tizenéves kor előtti férfi – tehet arról, hogy a nők kevésbé vesznek részt benne.
A New York Times cikket írt a nők szisztematikus eltávolításáról az „Amerikai regényírók” kategóriából, így példázva a Wikipédia nőgyűlöletét.
„A Seinfeld-epizódok a legjobban kidolgozott, biztos forrásból származó cikkek közé tartoznak” – mondja elkeseredetten Sarah Stierch, a Smithsonian Múzeum és a Wikipédia alkalmazottja, „Ne értsenek félre; ez egy klasszikus amerikai tévéshow, imádom. De akkor miért hiányosak a legfontosabb női tudósok, művészek szócikkei? Mi folyik itt?”
A Gamergate-vita öt feminista szerkesztő kitiltását eredményezte.
A médiakritikus videóblogger, Anita Sarkeesian zaklatását a Wikipédia nőgyűlölő kultúrájának példájaként tartották számon.

### Szisztematikus elfogultság és egyenetlen lefedettség
A Wikipédiát szisztematikus elfogultság miatt vádolják, ami egy természetes folyamat eredménye, az előítéletek mélyítésének  mindenféle tudatos szándéka nélkül.
Az Oxfordi Egyetem 2011-es tanulmánya szerint a bejegyzések 84%-a Európából vagy Észak-Amerikából származik. Az Antarktisznak több bejegyzése van, mint bármely afrikai vagy dél-amerikai nemzetnek.
A kritikusok rámutatnak arra tendenciára is, mely szerint bizonyos témák részletezettsége nincs arányban a fontosságukkal. Például Stephen Colbert egyszer gúnyosan dicsérte a Wikipediát, amiért „a »fénykard« hosszabb bejegyzést tudhat magáénak, mint a »nyomtatott sajtó«”.
Egy The Guardian-interjúban Dale Hoiberg, az Encyclopedia Britannica főszerkesztője megjegyezte: „Az emberek azokról a dolgokról írnak, ami érdekli őket, és sok téma nem kellőképpen kidolgozott; a hírek viszont nagy részletességgel jelennek meg. Korábban, a Frances hurrikánról szóló cikk ötször olyan hosszú volt, mint a Kínai művészet, és a Coronation Street kétszer olyan hosszú szócikk volt, mint Tony Blair.”
Az MIT Technology Review rámutatott arra, hogy a Pokémonról és a női pornószínészekről szóló cikkek átfogóak, ám a női regényírókról vagy a Fekete-Afrikáról szóló cikkek vázlatosak.
A demográfiai jellemzőket figyelembe véve, nem meglepő, hogy a Wikipédia szerkesztői közösségében sok a videojátékokért rajongó. A Wikipédián sokkal több „kiemelt cikk” (cikkek, amik megnyerték a Wikipédia legmagasabb minőségi díját) szól a játékokról, mint a kémiáról, ásványtanról, számítástechnikáról, nyelvről és a nyelvészetről, a matematikáról, a filozófiáról és a pszichológiáról együttvéve.
A Wikipédia elismerte a problémát. 2011-ben Jimmy Wales észrevette, hogy az egyenlőtlenség a szerkesztők demográfiáját tükrözi vissza. „A legnagyobb kérdés a szerkesztők sokfélesége” – idézik Wales mondásaként. Reméli, hogy nőni fog „a szerkesztők száma azokban a témákban, amiken dolgozni kell.”
„Ha megnézel egy cikket az USB-sztenderdekről, láthatod, hogy tényleg elképesztő és jól mutatja a geek közösség technológiai hozzáértését, de nézz meg egy bejegyzést a szociológia valamelyik híres képviselőjéről vagy az Erzsébet-kori költőkről. Rövidek és javításra szorulnak” – mondja. „Ez valószínűleg nem történik meg, amíg változatosabbá nem tesszük a közösséget.”

### Nem szívesen látott újoncok
A Wikipédiát bírálták azért, mert nem fogadja szívesen az újoncokat. A Wikimédia Alapítványnál dolgozó Aaron Halfaker, és a University of Minnesota, a berkeley-i Kaliforniai Egyetem és a University of Washington munkatársaiként dolgozó kollégáinak tanulmánya szerint, annak a valószínűsége, hogy az új résztvevők szerkesztését azonnal törlik, 2007 óta folyamatosan emelkedik. Az adatok azt is jelzik, hogy a jó szándékú újoncok sokkal kisebb valószínűséggel szerkesztik a Wikipédiát 2 hónappal az első próbálkozásuk után.
Sue Gardner, kanadai újságíró és a Wikimédia Alapítvány egykori ügyvezető igazgatója, bevallotta, hogy „a Wikipédiához nem érkezik elegendő új újságíró”.
2013-ban, Gardner vezetése alatt a Wikipédia elindította a VisualEditort, egy olyan felületet, amely elrejti a wikiszöveget és „azt kapod, amit látsz” szerkesztéssel segíti azokat, akik nem szakértői a technikának.

### A cikkek témájának jelentősége
A Wikipédia fő irányelveit és azok alkalmazását szintén kritizálják.
Nicholson Baker önkényesnek és lényegében megoldhatatlannak tartja az irányelveket: „[…] sok jó munka − ellenőrizhető, informatív, agymozgatóan különös − kerül kizárásra ebből a papírnélküli, határtalanul  bővíthető harmonikaszerű mappából, olyan emberek által, akiknek régimódi, szűklátókörű elképzeléseik vannak arról, milyen igényeket fog egy online enciklopédia a jövőben kielégíteni.”

### Nem szívesen látott szakértők
A Wikipédia azért is össztűz alá került, mert elfordult a szakértőktől. Edwin Black azzal érvelt, hogy az „eredeti kutatás tilos. Például a világ vezető szakértői a Holt-tengeri tekercsek, a tengeri teknősök vagy a metanol területéről nem tudtak hozzájárulni társuk előzetesen összegyűjtött anyagának bővítéséhez. De bárki, aki akar, hozzászólhat, szerkeszthet.”
Black továbbá kimondja, hogy „a Wikipédia szabályzata szerint a szerkesztőknek nem kell szakértelemmel rendelkezniük vagy adatokkal hitelesíteniük  a témájukat vagy akár elhinniük, hogy amit írnak, az igaz”.
A The Guardian újság azt írja, hogy a Wikipédia szerkesztési szabályzata néha nevetséges következményekkel jár. Mint például amikor nem voltak hajlandóak kijavítani egy bejegyzést, állítva, hogy Philip Roth A szégyenfolt című regényéhez az inspirációt Anatole Broyard adta, habár Roth maga mutatott rá, hogy Melvin Tumin volt az.

## A Wikipédia a kultúrában
- A Wikipédiáról nevezték el a 2008-ban felfedezett 274301 Wikipedia kisbolygót.

### Digitális enciklopédiák
- Encyclopædia Britannica
- Encarta (Microsoft Encarta)

### Wikipédia Internet Archívum
- Wikipédia Internet Archívum (WIA)

## Fordítás
- Ez a szócikk részben vagy egészben  a   Wikipedia című angol Wikipédia-szócikk fordításán alapul.  Az eredeti cikk szerkesztőit annak laptörténete sorolja fel. Ez a jelzés csupán a megfogalmazás eredetét és a szerzői jogokat jelzi, nem szolgál a cikkben szereplő információk forrásmegjelöléseként.

### Weboldalak
- Richard Stallman: The Free Universal Encyclopedia and Learning Resource (Szabad Egyetemes Enciklopédia és Oktatási Forrás) (angolul)
- WikipediaVision – Névtelen szerkesztők a világ minden tájáról
- Pintér Attila. „Wikipédia, avagy a Friss Változtatások Járőrei”, NOL - Népszabadság Online, 2008. november 14.
- „Wikipédia: a formálható tudás”, [origo] - oktatás, 2008. szeptember 3.
- Kovács Bálint. „A magyar Wikipédia - Galaxis Útikalauz netezőknek”, Magyar Narancs - kultúra - nagylátószög, 2008. július 10.. [2011. augusztus 19-i dátummal az eredetiből archiválva] (Hozzáférés: 2020. június 3.)
- „SG.hu - Magyarok a Wikipedia javára adakozók között”, SG.hu IT/Tech, 2009. január 5. [halott link]